# Beauvallon (Rhône)
Beauvallon ist eine französische Gemeinde im Département Rhône in der Region Auvergne-Rhône-Alpes. Sie gehört zum Arrondissement Lyon und ist Teil des Kanton Mornant. Beauvallon hat 4.198 Einwohner (Stand: 1. Januar 2022), die Beauvallonnais genannt werden. Die Gemeinde entstand zum 1. Januar 2018 durch den Zusammenschluss von Chassagny, Saint-Andéol-le-Château und Saint-Jean-de-Touslas.

## Geographie
Beauvallon liegt etwa 22 Kilometer südsüdwestlich von Lyon. Umgeben wird Beauvallon von den Nachbargemeinden Mornant im Norden und Nordwesten, Saint-Laurent-d’Agny im Norden, Taluyers im Norden und Nordosten, Montagny im Nordosten, Givors im Osten, Saint-Romain-en-Gier im Süden und Südosten, Dargoire im Süden, Tartaras im Süden und Südwesten sowie Chabanière im Westen. 
Beauvallon gehört zum Weinbaugebiet Coteaux du Lyonnais.

## Gliederung
| Ortsteil                                  | ehemaliger INSEE-Code | Fläche (km²) | Einwohnerzahl (2022) |
| ----------------------------------------- | --------------------- | ------------ | -------------------- |
| Chassagny                                 | 69048                 | 9,33         | 1.323                |
| Saint-Andéol-le-Château (Verwaltungssitz) | 69179                 | 9,95         | 1.924                |
| Saint-Jean-de-Touslas                     | 69213                 | 5,57         | .0951                |

## Sehenswürdigkeiten

### Saint-Andéol-le-Château
- Kirche mit Chor aus dem 16. Jahrhundert, 1842 wieder errichtet
- Torturm und Reste des früheren Ortsbefestigung

### Chassagny
- Pfarrkirche Saint-Blaise, ab 12. Jahrhundert
- Schloss (Château de Chassagny), Monument historique

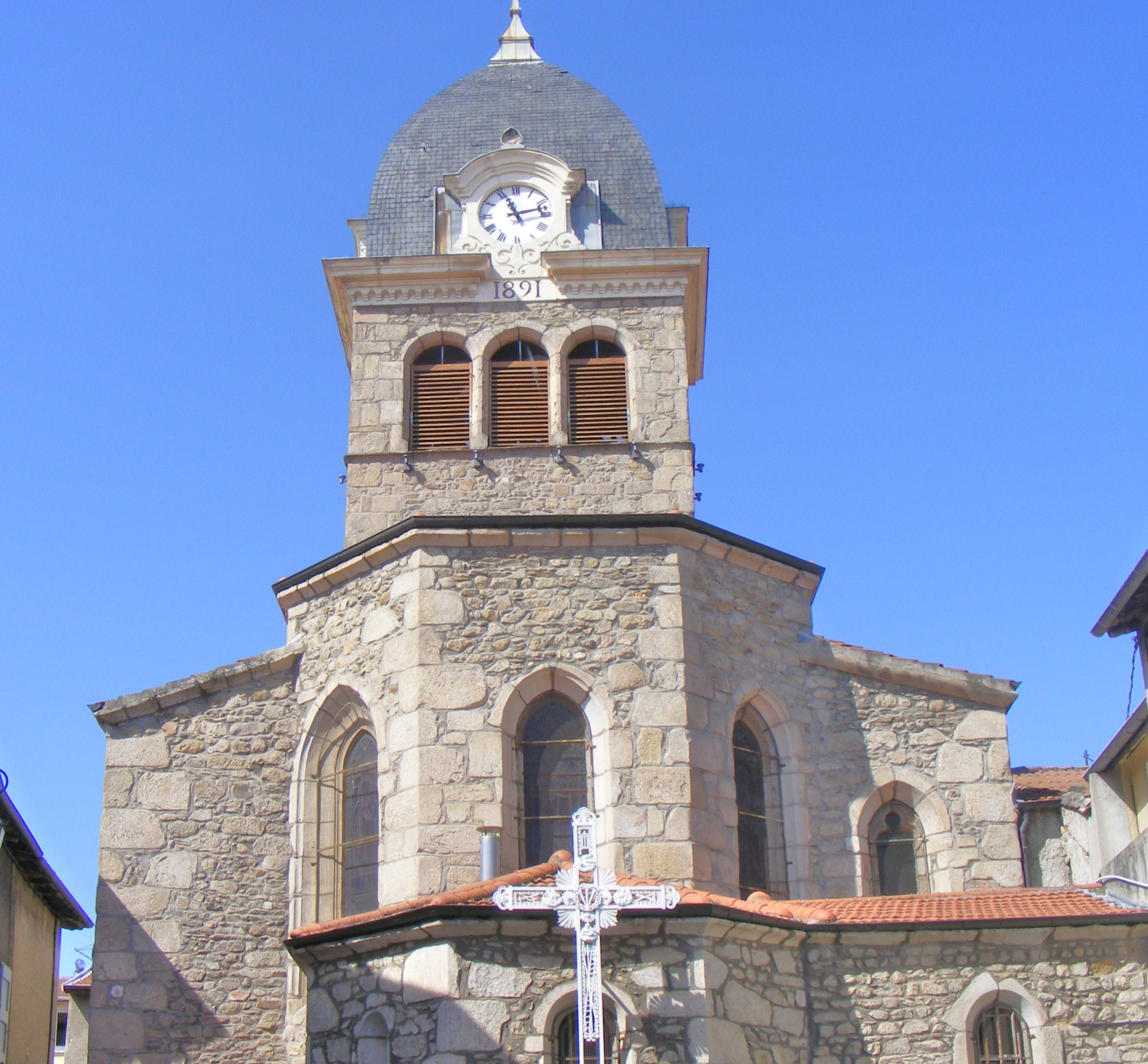
Kirche in Saint-Andéol
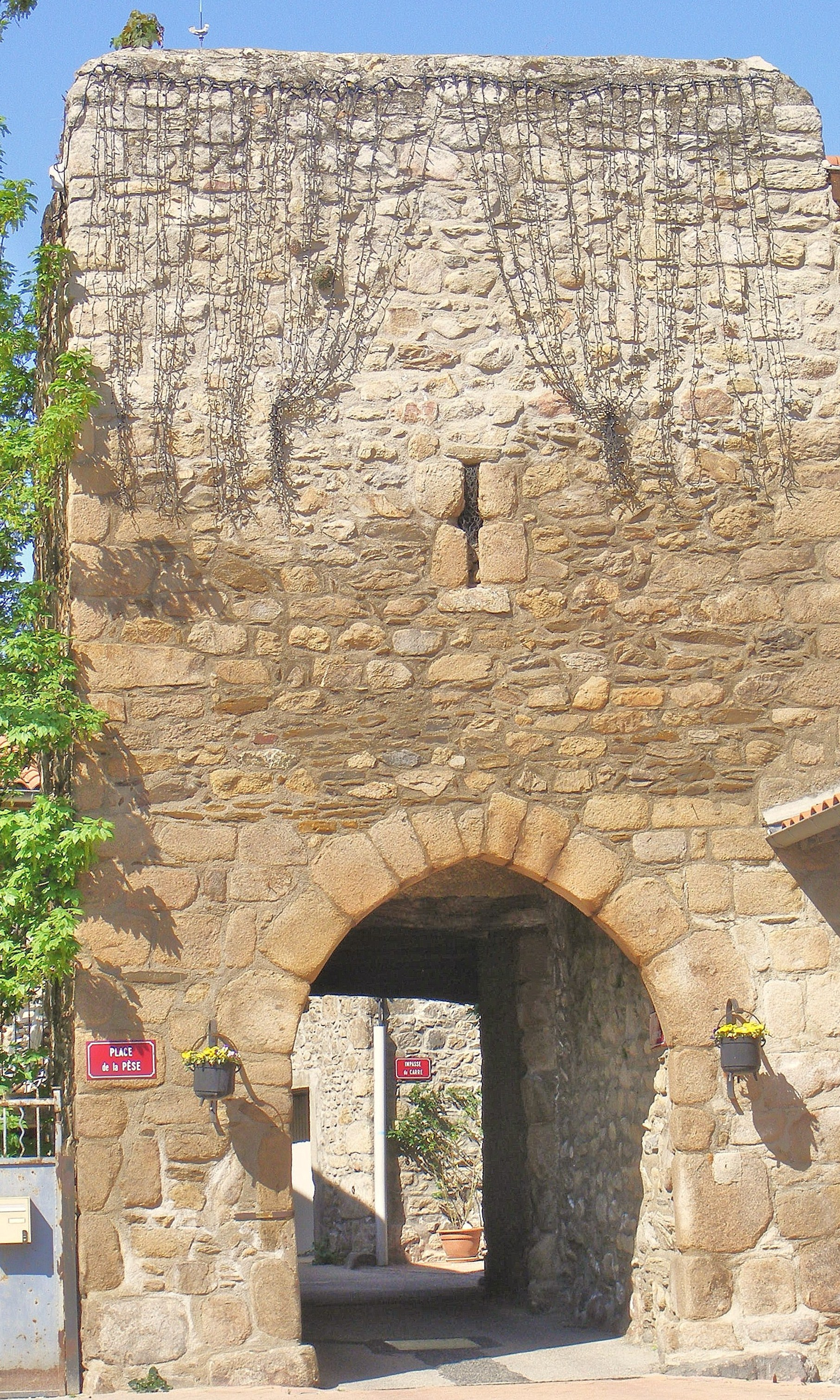
Torturm
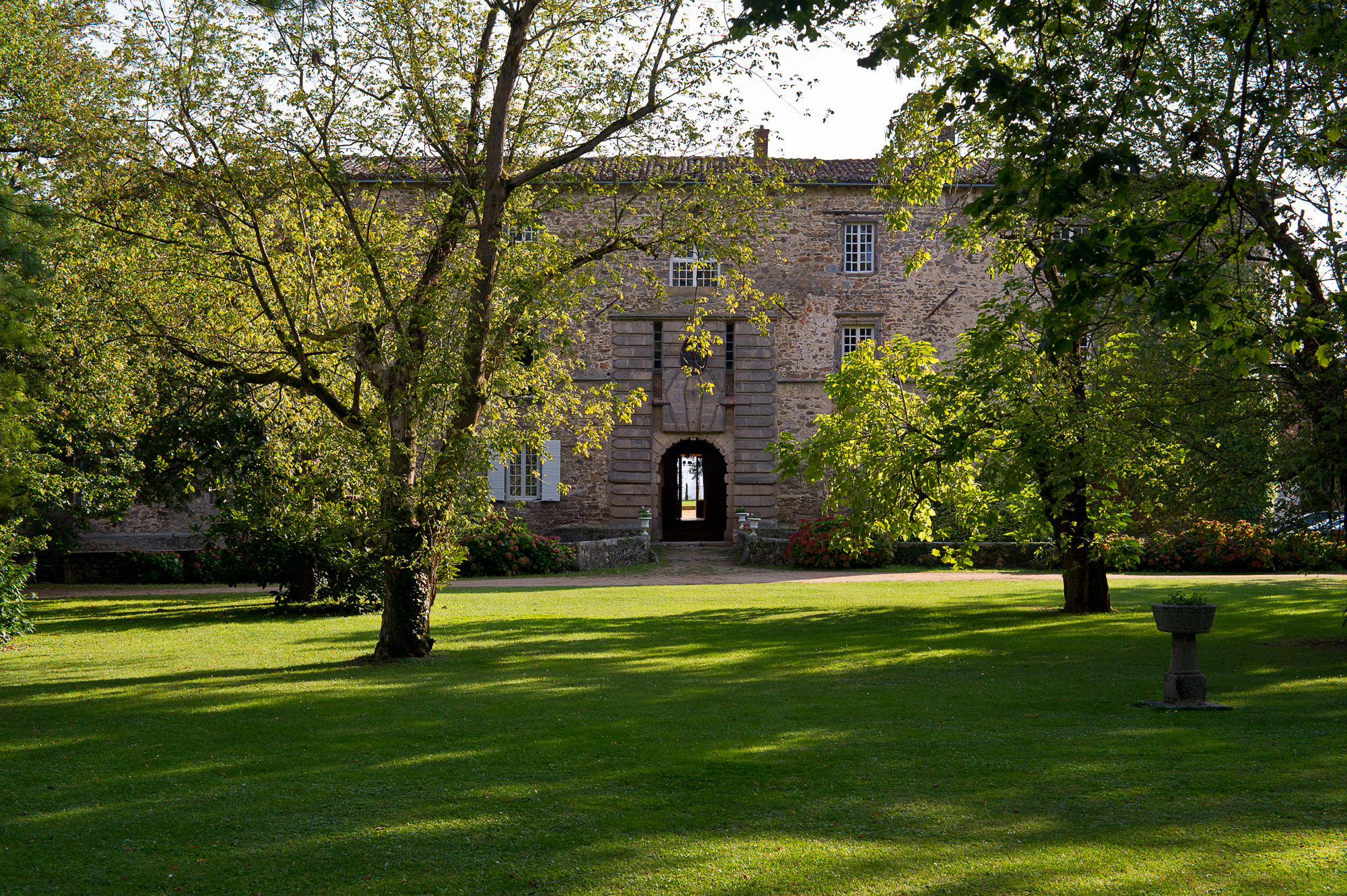
Château de Chassagny